# Otto Graf (Politiker, 1894)
Otto Graf (* 20. Dezember 1894 in Ludwigshafen am Rhein; † 23. Juli 1953 in Bonn) war ein deutscher Politiker (BVP).

## Leben und Wirken
Nach dem Besuch von humanistischen Gymnasien in Ludwigshafen am Rhein und Mannheim studierte Graf Rechtswissenschaften in München, Würzburg und Heidelberg und wurde zum Dr. jur. et. rer. pol promoviert. Von 1914 bis 1918 nahm er als Leutnant der Reserve des 2. bayerischen Pionierbataillon am Ersten Weltkrieg teil, in dem er mit dem Bayerischen Militärverdienst-Orden IV. Klasse, dem Eisernen Kreuz beider Klassen und der Goldenen Hochzeitserinnerungsmedaille Seiner Majestät König Ludwig III sowie mit der Pfalzmedaille und dem Verwundetenabzeichen in Schwarz dekoriert wurde.
1920 wurde Graf Referendar. In den Jahren 1920 und 1921 fungierte er als Syndikus beim Mittelstandshaus Düren. Vom 1. Juli 1923 bis 31. März 1924 war er als Assessor beim Bezirksamt Ludwigshafen am Rhein vertraglich angestellt. Er unterstützte die Leitung einer pfälzischen Abwehrorganisation und stand hinsichtlich der Organisation der Separatistenabwehr an hervorragender Stelle. Er wurde von der Französischen Besatzung ausgewiesen und am 27. Januar 1924 vom Kriegsgericht der marokkanischen Division in Abwesenheit wegen der Teilnahme am Pfalzkampf zu 20 Jahren Haft verurteilt. Graf hatte sich am 9. Januar 1924 in Speyer an dem Attentat auf Franz Josef Heinz beteiligt. 1924 kam er als Regierungsassessor nach Heidelberg und Ansbach. 1927 wurde er Bezirksamtmann und Regierungsrat in Amberg und Regensburg.
Von Juli 1932 bis zum Sommer 1933 saß Graf für die Bayerische Volkspartei (BVP) und seinen Wahlkreis 25 (Niederbayern) im Reichstag. Vor der Abstimmung über das Ermächtigungsgesetz vom 24. März 1933 hatte Graf auf Betreiben seines Schulfreundes Edgar Jung, der damals gegen den Nationalsozialismus agierte, zusammen mit Hans Ritter von Lex innerhalb der BVP-Fraktion für die Ablehnung dieses Gesetzes geworben. Nachdem er sich damit aber nicht durchsetzen konnte, stimmte er mit der übrigen BVP-Fraktion für das Ermächtigungsgesetz. Zum 1. Mai 1935 trat Otto Graf der NSDAP bei (Mitgliedsnummer 3.654.669).

## Schriften
- Das Recht der Revisionsverbände, Würzburg s. a. (1920). (Dissertation)